# Los Olmos
Los Olmos és un municipi de la província de Terol en l'Aragó, que pertany a la comarca del Baix Aragó. La seva població és de 136 habitants i té una superfície de 44 km².